# Eidgenössische Abstimmung über den Europäischen Wirtschaftsraum
Die Eidgenössische Abstimmung über den Europäischen Wirtschaftsraum (EWR) war eine schweizerische Referendumsabstimmung über die Ratifizierung des EWR-Abkommens von 1992. Das Stimmvolk entschied sich am 6. Dezember 1992 mit einem Nein-Anteil von 50,3 % knapp gegen die Vorlage. Eine deutliche Mehrheit der Kantone lehnte die Vorlage ebenfalls ab. Die Stimmbeteiligung von 78,7 % war die höchste seit vielen Jahrzehnten und wurde zumindest bis 2020 nie übertroffen. Das EWR-Nein gilt bis heute als wegweisend in der Europapolitik der Schweiz; hauptsächlich wegen dieser Abstimmung regelt die Schweiz ihre Beziehung mit der Europäischen Union über den sogenannten bilateralen Weg anstelle eines EU-Beitritts.

## Hintergrund
Der Europäische Wirtschaftsraum entstand durch ein Abkommen, das im Mai 1992 von den zwölf Mitgliedstaaten der Europäischen Gemeinschaft und den sieben Mitgliedstaaten der Europäischen Freihandelsassoziation (EFTA) unterzeichnet wurde. Dieses Abkommen gewährleistet insbesondere den freien Waren-, Dienstleistungs-, Kapital- und Personenverkehr zwischen den verschiedenen Mitgliedstaaten. Da gemäss Bundesverfassung (Art. 140 Abs. 1 Lit. b) der Beitritt zu supranationalen Gemeinschaften dem obligatorischen Referendum unterliegt, kam es auch beim EWR-Abkommen zur eidgenössischen Abstimmung.
Anfang der 1990er-Jahre befand sich die Schweizer Wirtschaft in einer Rezession, das BIP-Wachstum lag hinter dem vieler westeuropäischer Länder, und mit einer Arbeitslosenquote von 4,7 % wurde ein neuer Höchstwert für die Schweiz erreicht. Der Bundesrat und so gut wie alle Parteien von Rechts bis Links sahen im europäischen Binnenmarkt eine Lösung und sprachen sich für den EWR aus. Die SVP war als einzige grosse Partei dagegen.
Der Bundesrat hinterlegte bereits vor der Abstimmung am Anfang des Jahres ein Beitrittsgesuch an die EU in Brüssel und folgte damit dem bisherigen politischen Kurs, der eine schrittweise Integration mit Europa Richtung EU-Vollmitgliedschaft vorsah. Dies erwies sich als taktischer Fehler. Rechtskonservative Gegner führten gegen die Abstimmung, bei der eine stärkere wirtschaftliche Zusammenarbeit mit den europäischen Partnern im Zentrum stand, eine emotionale Kampagne über schweizerische Werte und Traditionen (Alleingang, direkte Demokratie, militärische Neutralität etc.). Es wurde behauptet, die Schweiz könne diese Werte nur im Alleingang bewahren und müsse darum an ihrer Unabhängigkeit festhalten und sich vor der europäischen Bürokratie schützen.

## Positionen
| Befürworter | Gegner |
| --- | --- |
| Regierung | |
| - Bundesrat | |
| Parlament | |
| - Nationalrat (127 Ja, 61 Nein) - Ständerat (39 Ja, 4 Nein) | |
| Regierungsparteien | |
| - Freisinnig-Demokratische Partei (FDP) - Sozialdemokratische Partei der Schweiz (SP) - Christlichdemokratische Volkspartei (CVP)                                                                                      | - Schweizerische Volkspartei (SVP) |
| In der Bundesversammlung vertretene Parteien | |
| - Evangelische Volkspartei (EVP) - Landesring der Unabhängigen (LdU) - Liberale Partei der Schweiz (LPS) - Partei der Arbeit (PdA) Wähleranteil aller befürwortenden Parteien: 66,0 %                                  | - Eidgenössisch-Demokratische Union (EDU) - Freiheits-Partei der Schweiz (FPS) - Grüne Partei (GPS) - Lega dei Ticinesi (Lega) - Schweizer Demokraten (SD) Wähleranteil aller ablehnenden Parteien: 28,8 % |
| Weitere Parolen (Auswahl) | |
| - economiesuisse - Schweizerischer Arbeitgeberverband (SAV) - Schweizerischer Gewerkschaftsbund (SGB) - Schweizerischer Gewerbeverband (SGV) - Travail.Suisse - Vereinigung schweizerischer Angestelltenverbände (VSA) | - Schweizer Bauernverband (SBV) |

Quelle: Swissvotes

## Abstimmungstext
Bundesbeschluss über den Europäischen Wirtschaftsraum (EWR):
I
Art. 1
1. Das Abkommen vom 2. Mai 1992 über den Europäischen Wirtschaftsraum (EWR-Abkommen) wird genehmigt.
2. Im weiteren werden genehmigt:

a. die Abkommen zwischen den EFTA-Staaten vom 2. Mai 1992 über die Errichtung einer EFTA-Überwachungsbehörde und eines Gerichtshofes sowie eines Ständigen Ausschusses der EFTA-Staaten;
b. das Abkommen zwischen den EFTA-Staaten vom 20. Mai 1992 über einen parlamentarischen Ausschuss der EFTA-Staaten.
Art. 2
Der Bundesrat wird ermächtigt, diese Abkommen zu ratifizieren.
II
Die Übergangsbestimmungen der Bundesverfassung werden wie folgt ergänzt:
Art. 20
1. Die von der Bundesversammlung beschlossenen und auf den Zeitpunkt des Inkrafttretens des EWR-Abkommens notwendigen Änderungen des Bundesrechts treten zusammen mit dem Abkommen in Kraft.
2. Wird gegen einen Erlass das Referendum ergriffen und dieser in der Volksabstimmung abgelehnt, so tritt er unverzüglich ausser Kraft.
3. Für die späteren Änderungen des Bundesrechts im Zusammenhang mit dem EWR-Abkommen gilt das ordentliche Gesetzgebungsverfahren nach den Artikeln 89ff.

Art. 21
Der Bund berücksichtigt bei der Durchführung und Weiterentwicklung des EWR-Abkommens sowie bei Fragen der europäischen Integration die Kompetenzen der Kantone und wahrt ihre Interessen. Er informiert die Kantone rechtzeitig und umfassend, hört sie an und zieht sie bei der Vorbereitung von Entscheiden bei.
III
Dieser Beschluss untersteht der Abstimmung des Volkes und der Stände.

## Ergebnisse

Abstimmungsresultate in den Kantonen

Die Vorlage scheiterte deutlich am Ständemehr, jedoch sehr knapp am Volksmehr: nur 23'105 Stimmen machten den Unterschied. Die Westschweiz, Basel-Stadt und Basel-Landschaft stimmten deutlich Ja, mit der höchsten Zustimmung im Kanton Neuenburg (80,0 %). In der restlichen Deutschschweiz und im Tessin fiel das Nein sehr deutlich aus, nur knapp 25 % der Urner stimmten Ja. Die Resultate orientierten sich stark an der Sprachgrenze, das deutschsprachige Oberwallis lehnte die Vorlage ebenso ab wie der deutschsprachige Teil des Kantons Freiburg, während der Berner Jura mehrheitlich Ja stimmte.
| Kanton                           | Ja (%) | Nein (%) | Beteiligung (%) |
| -------------------------------- | ------ | -------- | --------------- |
| Aargau                           | 39,9   | 60,1     | 76,2            |
| Appenzell Ausserrhoden           | 36,7   | 63,3     | 82,5            |
| Appenzell Innerrhoden            | 29,1   | 70,9     | 84,7            |
| Basel-Landschaft                 | 53,2   | 46,8     | 80,1            |
| Basel-Stadt                      | 55,4   | 44,6     | 72,4            |
| Bern                             | 47,6   | 52,4     | 78,7            |
| Freiburg                         | 64,9   | 35,1     | 76,4            |
| Genf                             | 78,1   | 21,9     | 73,5            |
| Glarus                           | 31,9   | 68,1     | 79,7            |
| Graubünden                       | 32,4   | 67,6     | 75,7            |
| Jura                             | 77,1   | 22,9     | 75,6            |
| Luzern                           | 39,3   | 60,7     | 80,9            |
| Neuenburg                        | 80,0   | 20,0     | 74,8            |
| Nidwalden                        | 33,9   | 66,1     | 84,1            |
| Obwalden                         | 28,2   | 71,8     | 81,8            |
| Schaffhausen                     | 38,5   | 61,5     | 85,5            |
| Schwyz                           | 26,7   | 73,3     | 83,2            |
| Solothurn                        | 42,6   | 57,4     | 83,7            |
| St. Gallen                       | 38,4   | 61,6     | 81,2            |
| Tessin                           | 38,5   | 61,5     | 76,3            |
| Thurgau                          | 36,0   | 64,0     | 80,0            |
| Uri                              | 25,1   | 74,9     | 78,4            |
| Waadt                            | 78,3   | 21,7     | 72,7            |
| Wallis                           | 55,8   | 44,2     | 87,2            |
| Zug                              | 43,8   | 56,2     | 87,2            |
| Zürich                           | 48,5   | 51,5     | 80,5            |
| Schweizerische Eidgenossenschaft | 49,7   | 50,3     | 78,7            |

## Folgen
Die Abstimmung war ein herber Rückschlag für führende politische und wirtschaftliche Kräfte, denn die Bevölkerung sprach sich gegen die Empfehlung des Bundesrates, der Mehrheit der Parteien und fast aller Wirtschaftsverbände aus. Der damalige Wirtschaftsminister Jean-Pascal Delamuraz bezeichnete den Abstimmungstag als «schwarzen Sonntag». Seither war die Auseinandersetzung zwischen Befürwortern und Gegnern einer starken Integration der Schweiz ins europäische Umfeld ein häufiges Thema in der schweizerischen Innenpolitik. Im Januar 1993 erklärte der Bundesrat, dass die Schweiz bis auf Weiteres auf Beitrittsverhandlungen mit der EG verzichte, im Juni 2016 zog die Schweiz das Beitrittsgesuch offiziell zurück.
Die grossen Gewinner dieser Abstimmung waren die SVP und ihr damaliger Nationalrat Christoph Blocher, der eine prominente Rolle im vorhergegangenen Abstimmungskampf spielte. Unter seiner Leitung stieg die SVP in den darauffolgenden Jahren zur wählerstärksten Partei des Landes auf.
Die Beziehungen zwischen der Schweiz und der Europäischen Union wurden fortan durch eine Reihe von bilateralen Verträgen geregelt.